# Kordylina
Kordylina, maczużnia (Cordyline) – rodzaj roślin wieloletnich należących do rodziny szparagowatych. Obejmuje co najmniej 20–26 gatunków. Rośliny te występują naturalnie głównie w Australazji, poza tym w południowej Azji (na zachodzie po Indie), na Maskarenach, wyspach Oceanii, jeden gatunek także w tropikach Ameryki Południowej. Niektóre gatunki zostały jednak szeroko rozprzestrzenione poza pierwotny zasięg, zwłaszcza kordylina krzewiasta. W naturze kordyliny rosną w lasach i na mokradłach. Kordylina maurycjańska jest epifitem, co wśród szparagowatych jest rzadkością.
Niektóre gatunki uprawiane są jako ozdobne. Na obszarach o klimacie łagodnym lub nawet chłodnym, ale morskim uprawiane są okazałe gatunki – kordylina australijska i niepodzielona. Szeroko rozprzestrzeniona w tropikach została kordylina krzewiasta, popularna tam głównie jako roślina żywopłotowa. Znanych jest bardzo wiele odmian ozdobnych tego gatunku, często spotykanych w uprawie jako rośliny doniczkowe. Bulwiaste korzenie, młode pędy i owoce różnych gatunków były spożywane w Indonezji, Australii, na Nowej Zelandii i innych wyspach Oceanii, z korzeni kordyliny krzewiastej wyrabiano także napój alkoholowy. Liści kordylin używano do owijania potraw oraz wyrobu okryć (zwłaszcza na Nowej Gwinei). Z niektórych gatunków pozyskiwano mocne włókna z łyka i liści. Zasoby fruktanów w organach podziemnych, a w nasionach kwasu linolowego i oleinowego czynią uprawy kordyliny potencjalnie wartościowe także komercyjnie. Kordylina krzewiasta dla lokalnych społeczności była też rośliną magiczną, używaną rytualnie i w ziołolecznictwie.

## Morfologia

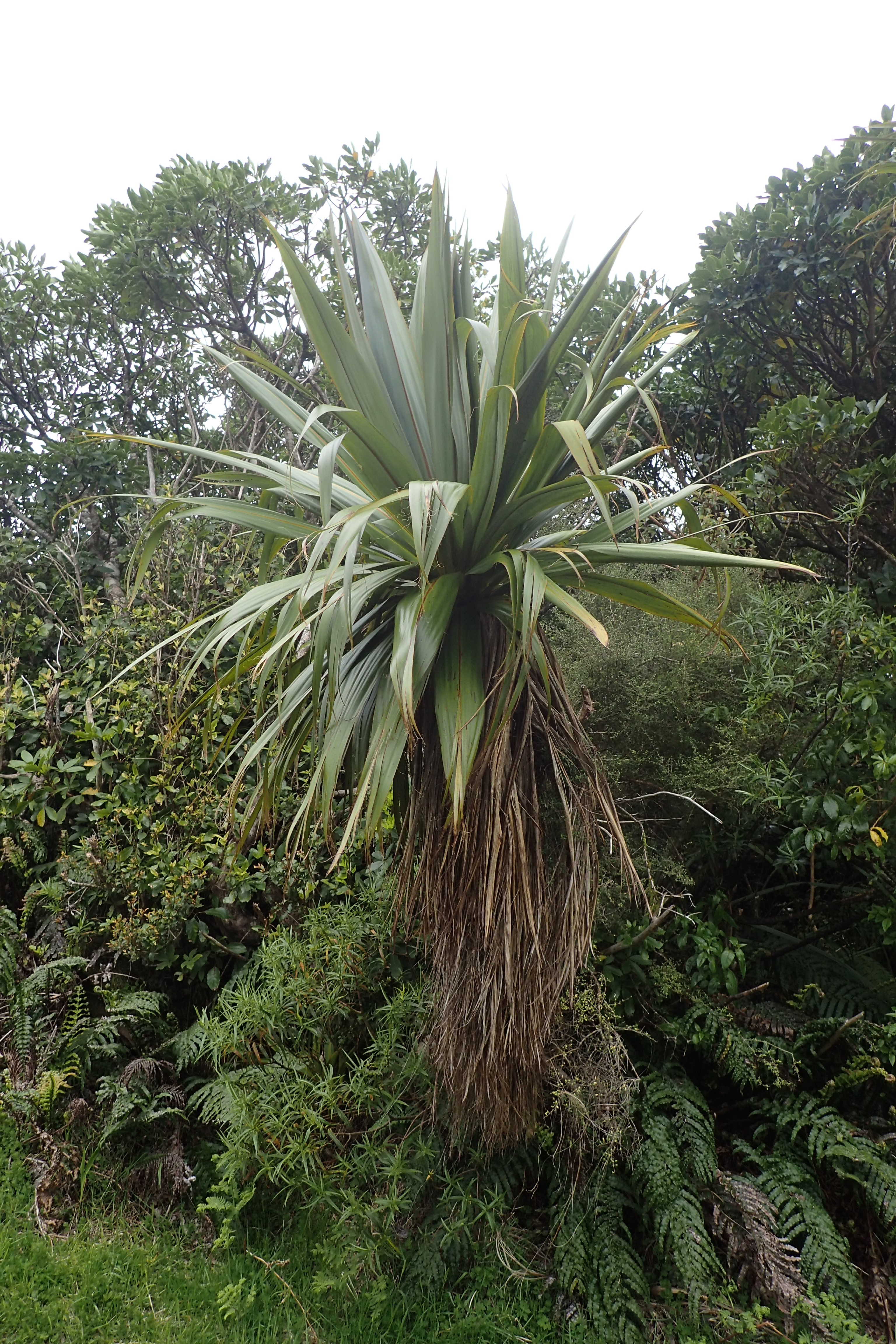
Kordylina niepodzielona

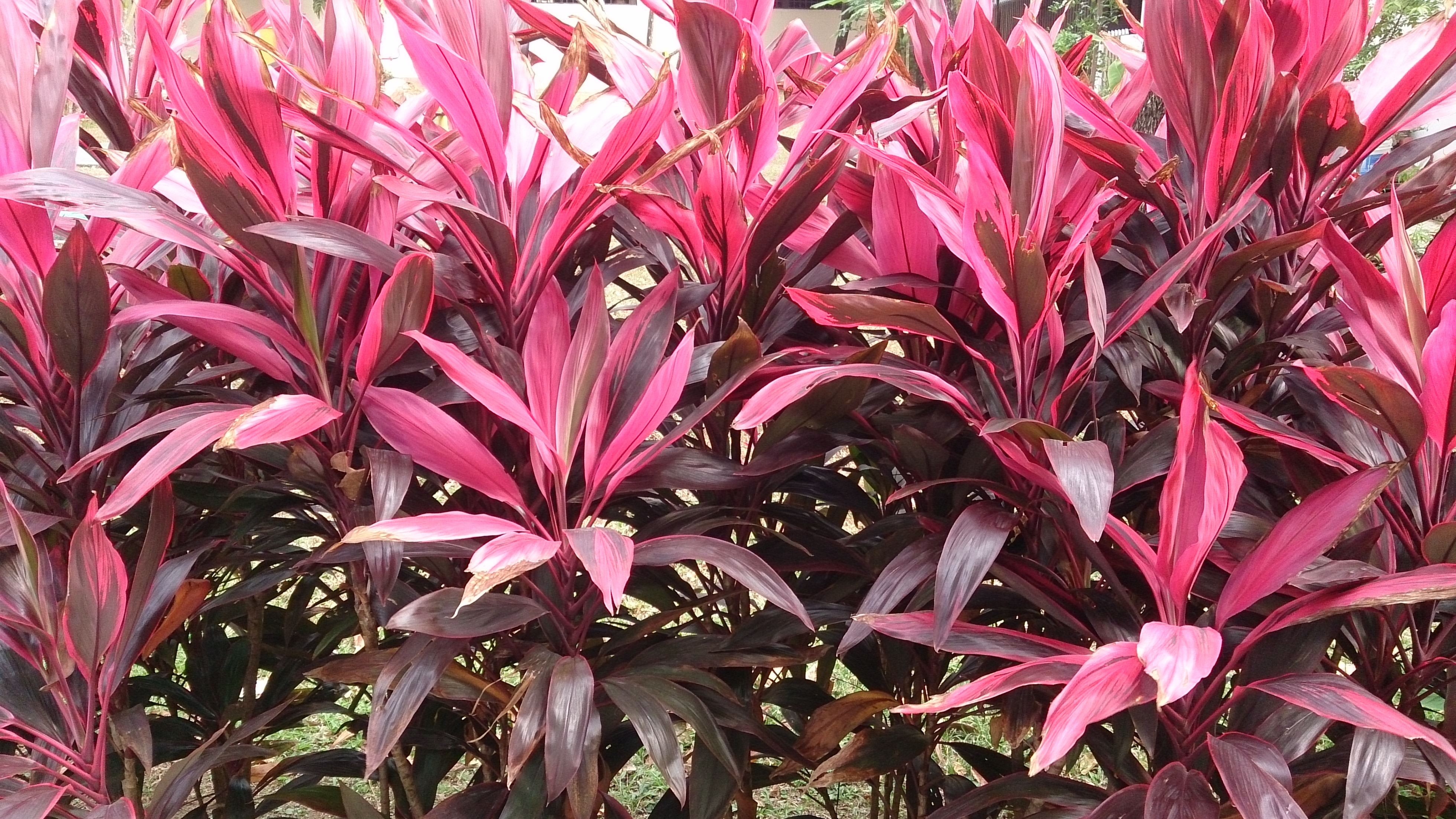
Kordylina krzewiasta odmiany 'Firebrand'

PokrójDrzewa osiągające zwykle do 10, rzadko do 20 m wysokości, o pniach sięgających 1,5 m średnicy, oraz krzewy, czasem też o zredukowanym pniu. Pod ziemią z grubymi kłączami i mniej lub bardziej mięsistymi korzeniami.
LiścieTrwałe, skupione na szczytach pędów. Blaszki mieczowate do lancetowatych i szerokojajowatych, siedzące lub nibyogonkowe, z pochwiastą nasadą.
KwiatyWyrastają na szczytach pędów lub w kątach liści na gronach i kłosach tworzących rozbudowane, wiechowate kwiatostany złożone. Kwiaty wyrastają na rozgałęzieniach kwiatostanu pojedynczo wsparte kilkoma przysadkami. Działki okwiatu w liczbie 6 są wolne lub zrośnięte u nasady, barwy białe, różowej, fioletowej do ciemnopurpurowoszarej. Są trwałe i w czasie owocowania mięśnieją. Pręcików jest 6, z nagimi nitkami wyrastającymi z nasad listków okwiatu. Zalążnia górna, trójkomorowa z grubą szyjką słupka, zwieńczona główkowatym lub trójdzielnym znamieniem.
OwoceJajowate torebki lub mięsiste jagody, barwy białej, niebieskiej lub czerwonej, zawierające kilka do wielu kulistawych lub wygiętych, czarnych i gładkich nasion.
Rośliny podobneBardzo wiele odmian ozdobnych kordylin było błędnie opisywanych jako draceny Dracaena. Kordylina różni się dwoma lub większą liczbą zalążków w komorach zalążni. Łatwiejszą do obserwacji cechą różniącą są białe, bulwiaste korzenie, które u draceny są żółte. Kordyliny mogą być też mylone z jukką, która ma jednak bardziej sztywne liście.

## Systematyka
Wykaz gatunków
- Cordyline angustissima K.Schum.
- Cordyline australis (G.Forst.) Endl. – kordylina australijska[11], k. południowa[4]
- Cordyline banksii Hook.f.
- Cordyline cannifolia R.Br.
- Cordyline casanovae Linden ex André
- Cordyline congesta (Sweet) Steud.
- Cordyline forbesii Rendle
- Cordyline fruticosa (L.) A.Chev. – kordylina krzewiasta[9][4]
- Cordyline indivisa (G.Forst.) Endl. – kordylina niepodzielona[11]
- Cordyline lateralis Lauterb.
- Cordyline ledermannii K.Krause
- Cordyline manners-suttonia e F.Muell.
- Cordyline mauritiana (Lam.) J.F.Macbr. – kordylina maurycjańska[4]
- Cordyline minutiflora Ridl.
- Cordyline murchisoniae F.Muell.
- Cordyline neocaledonica (Baker) B.D.Jacks.
- Cordyline obtecta (Graham) Baker
- Cordyline petiolaris (Domin) Pedley
- Cordyline pumilio Hook.f.
- Cordyline racemosa Ridl.
- Cordyline rubra Otto & A.Dietr.
- Cordyline schlechteri Lauterb.
- Cordyline sellowiana Kunth
- Cordyline stricta (Sims) Endl. – kordylina sztywna[11]
- Cordyline × gibbingsiae Carse
- Cordyline × matthewsii Carse